# George Prodgers
George Prodger, épelé quelquefois Prodgers, et surnommé Goldie, (né le 18 février 1892 à London, dans la province de l'Ontario au Canada - mort le 25 octobre 1935) est un joueur professionnel et un entraîneur canadien de hockey sur glace.
Au cours de sa carrière, il a remporté la Coupe Stanley en 1912, avec les Bulldogs de Québec, et en 1916 avec les Canadiens de Montréal. À la seconde occasion, il inscrit le but qui offre la première coupe de l'histoire de la franchise.

## Biographie
Natif de London, il joue avec les équipes amateurs locales avant de faire ses débuts professionnels en 1911 avec les Colts de Waterloo de l'Ontario Professional Hockey League. La saison suivante, il joint les Bulldogs de Québec de l'Association nationale de hockey (ANH). Associé à Joe Hall en défense, il participe à la victoire des siens en ANH, reprenant la Coupe Stanley aux tenants, les Sénateurs d'Ottawa. Par la suite, les Bulldogs conservent le trophée en remportant le défi lancé par les Victorias de Moncton de la Maritime Professional Hockey League. La saison suivante, il part dans l'Ouest canadien où il joue pour les Aristocrats de Victoria de l'Association de hockey de la Côte du Pacifique (PCHA). Il retrouve ensuite Québec le temps d'une édition puis porte les couleurs des Wanderers de Montréal.
En 1915, il joint la seconde équipe de Montréal, les Canadiens. Cette saison-là, les Canadiens remportent le Trophée O'Brien, remis aux champions de l'ANH. Ils affrontent ensuite pour la Coupe Stanley les Rosebuds de Portland, première équipe basée aux États-Unis à tenter de remporter le titre. Disputé au meilleur des cinq parties, la Coupe est finalement attribuée aux Canadiens après leur victoire dans l'ultime rencontre, Prodgers inscrivant le but victorieux,. Avec la Première Guerre mondiale rageant en Europe, Prodger s'engage dans l'Armée canadienne. Il joue la saison 1916-1917 sous les couleurs du 228e bataillon de Toronto, qui compte entre autres Howard McNamara et Art Duncan, avant d'être envoyé sur le front.
De retour en 1919, il refuse de rejoindre les Bulldogs qui possèdent ses droits dans la Ligue nationale de hockey (LNH) qui a été créée entre-temps. Échangé aux Canadiens, il est immédiatement envoyé aux St. Pats de Toronto avec lesquels il reste une saison. De retour à Montréal avant le début de l'édition 1920-1921, il est de nouveau transféré, cette fois aux Tigers de Hamilton. Pour sa première saison avec sa nouvelle équipe, il réalise son meilleur exercice, inscrivant 18 buts en 24 parties jouées. Trois ans plus tard, il suspend sa carrière. En 1926, il retourne à London où il joue pour les Panthers de la Canadian Professional Hockey League (CanPro), dont il est également l'entraîneur. Un an plus tard, il met un terme définitif à sa carrière de joueur.
En 2009, il est intronisé au London Sports Hall of Fame.

## Statistiques
| Saison     | Équipe                    | Ligue         |     | Saison régulière | Saison régulière | Saison régulière | Saison régulière | Saison régulière |   | Séries éliminatoires | Séries éliminatoires | Séries éliminatoires | Séries éliminatoires | Séries éliminatoires |
| Saison     | Équipe                    | Ligue         | PJ  | B                | A                | Pts              | Pun              | PJ               | B | A                    | Pts                  | Pun                  |                      |                      |
| 1908-1909  | Athletics de London       | AHO-Jr.       |     |                  |                  |                  |                  |                  |   |                      |                      |                      |                      |                      |
| 1909-1910  | Wingers de London         | AHO-Int.      |     |                  |                  |                  |                  |                  |   |                      |                      |                      |                      |                      |
| 1910-1911  | Colts de Waterloo         | OPHL          | 16  | 9                | 0                | 9                |                  | 1                | 0 | 0                    | 0                    |                      |                      |                      |
| 1911-1912  | Bulldogs de Québec        | ANH           | 18  | 3                | 0                | 3                | 15               |                  |   |                      |                      |                      |                      |                      |
| 1911-1912  | Bulldogs de Québec        | Coupe Stanley |     |                  |                  |                  |                  | 2                | 0 | 0                    | 0                    | 0                    |                      |                      |
| 1912-1913  | Aristocrats de Victoria   | PCHA          | 15  | 6                | 0                | 6                | 21               |                  |   |                      |                      |                      |                      |                      |
| 1912-1913  | Aristocrats de Victoria   | Amicaux       | 3   | 1                | 0                | 1                | 2                |                  |   |                      |                      |                      |                      |                      |
| 1913-1914  | Bulldogs de Québec        | ANH           | 20  | 2                | 3                | 5                | 11               |                  |   |                      |                      |                      |                      |                      |
| 1914-1915  | Wanderers de Montréal     | ANH           | 18  | 8                | 5                | 13               | 54               | 2                | 0 | 0                    | 0                    | 15                   |                      |                      |
| 1915-1916  | Canadiens de Montréal     | ANH           | 24  | 8                | 3                | 11               | 86               |                  |   |                      |                      |                      |                      |                      |
| 1915-1916  | Canadiens de Montréal     | Coupe Stanley |     |                  |                  |                  |                  | 4                | 3 | 0                    | 3                    | 13                   |                      |                      |
| 1916-1917  | 228e bataillon de Toronto | ANH           | 12  | 16               | 3                | 19               | 30               |                  |   |                      |                      |                      |                      |                      |
| 1919-1920  | St. Pats de Toronto       | LNH           | 16  | 8                | 6                | 14               | 4                |                  |   |                      |                      |                      |                      |                      |
| 1920-1921  | Tigers de Hamilton        | LNH           | 24  | 18               | 9                | 27               | 8                |                  |   |                      |                      |                      |                      |                      |
| 1921-1922  | Tigers de Hamilton        | LNH           | 24  | 15               | 6                | 21               | 4                |                  |   |                      |                      |                      |                      |                      |
| 1922-1923  | Tigers de Hamilton        | LNH           | 23  | 13               | 4                | 17               | 17               |                  |   |                      |                      |                      |                      |                      |
| 1923-1924  | Tigers de Hamilton        | LNH           | 23  | 9                | 4                | 13               | 6                |                  |   |                      |                      |                      |                      |                      |
| 1924-1925  | Tigers de Hamilton        | LNH           | 1   | 0                | 0                | 0                | 0                |                  |   |                      |                      |                      |                      |                      |
| 1926-1927  | Panthers de London        | Can-Pro       | 16  | 1                | 0                | 1                | 0                |                  |   |                      |                      |                      |                      |                      |
| Totaux LNH | Totaux LNH                | Totaux LNH    | 111 | 63               | 29               | 92               | 39               |                  |   |                      |                      |                      |                      |                      |

## Transactions
- 5 janvier 1911 : signe avec les Colts de Waterloo comme agent libre
- 18 novembre 1912 : signe avec les Aristocrats de Victoria comme agent libre après s'être sorti de son contrat avec les Bulldogs de Québec
- 4 décembre 1914 : échangé aux Wanderers de Montréal par les Bulldogs en retour d'argent
- 25 novembre 1919 : droits en LNH transférés aux Bulldogs à la suite du retour de la franchise
- 21 décembre 1919 : échangé aux Canadiens par les Bulldogs en retour d'Ed Carpenter
- 14 janvier 1920 : échangé aux St. Pats de Toronto par les Canadiens en retour de Harry Cameron
- 27 novembre 1920 : échangé aux Canadiens par les St. Pats avec Joe Matte en retour de Harry Cameron
- 27 novembre 1920 : échangé aux Tigers de Hamilton par les Canadiens avec Jack Coughlin, Joe Matte et le prêt de Billy Coutu pour la saison 1920-1921 en retour de Harry Mummery, Jack McDonald et Dave Ritchie.

## Trophées et honneurs personnels
- Nommé dans la première équipe d'étoiles 1909 de l'AHO-Jr ;
- Champion de la Coupe Stanley 1912, avec les Bulldogs de Québec, et 1916, avec les Canadiens de Montréal ;
- Champion du Trophée O'Brien 1912, avec les Bulldogs, et 1916, avec les Canadiens ;
- Intronisé dans le London Sports Hall of Fame.